# Myanophis thanlyinensis
Myanophis thanlyinensis is een van slang uit de familie waterdrogadders (Homalopsidae).

## Naam en indeling
De wetenschappelijke naam van de soort werd voor het eerst voorgesteld door Gunther Köhler, Khin Pa Pa Khaing en Ni Lar Than in 2021. In veel literatuur wordt deze slang nog niet vermeld. De soortaanduiding thanlyinensis verwijst naar de Myanmarese stad Thanlyin, waar het holotype werd gevonden. De wetenschappelijke geslachtsnaam Myanophis betekent vrij vertaald 'slang van Myanmar'; ophis = slang.

## Uiterlijke kenmerken
De slang heeft 21 rijen gladde schubben in de lengte op het midden van het lichaam en 120 tot 126 schubben aan de buikzijde. Onder de staart zijn 32 tot 39 staartschubben aanwezig.

## Verspreiding en habitat
De soort komt voor in Azië en leeft endemisch in Myanmar en alleen in de regio Yangon. De soort is alleen aangetroffen in een deels ondergelopen grasland.